# Гей клуб
Гей клуб или гей бар/заведение е нощен клуб, предлагащ алкохол предимно на лесбийки, гей, бисексуални и транссексуални. В случая това е общо название, което обхваща конкретно гей баровете, гей клубовете, микс клубовете, клубовете на транссексуални и заведения за лесбийки.
На Запад (особено САЩ) се смята, че гей клубовете там са служили като епицентър на гей културата и са били едно от малкото места, където гей хората свободно са могли да се срещат, общуват и прекарват времето си заедно. Тоест гей баровете са имали голямо значение за гей културата там в миналото , тъй като на Запад ЛГБТ общността е получила широко признание и „присъствие“ в обществото.
В България поради все още силни дискриминативни практики гей клубовете запазват и дори увеличават своето значение и участват активно в гей културата и отстояването на гей правата в България.
Тъй като освен сервирането на алкохол в гей баровете се пуска и музика (в някои случаи с участието на DJ), като най-общо всеки бар има свои музикални предпочитания. Това оказва влияние върху музикалните вкусовете на ЛГБТ общността – издават се дори компактдискове с подбрани музикални песни.  На Запад през 80-те и ранните 90 на 20 век предпочитани музикални стилове в гей баровете са Hi-NRG и Eurobeat. 